# Carl Clemens Vogelsang
Carl Clemens Vogelsang (Rufname Clemens Vogelsang oder Klemens Vogelsang; geboren 27. März 1830 in Melle; gestorben 30. Juni 1885 in Hannover) war ein deutscher Augenarzt und Augenheilkundler.

## Leben
Carl Clemens Vogelsang wurde noch vor dem Beginn der Industrialisierung des Königreichs Hannover in der Stadt Melle geboren.
Im Jahr 1848 wurde er an der Universität Würzburg immatrikuliert und hörte dort die Vorlesungen zur Anatomie und Histologie bei Albert von Koelliker. In den Jahren 1850 und 1851 besuchte er die augenärztlichen Operationskurse an der Universität Bonn als Schüler von Carl Wilhelm Wutzer und von 1851 bis 1852 an der Universität Göttingen die Kurse bei dem Ophthalmologen Christian Georg Theodor Ruete.
1853 ging er für sieben Monate nach Berlin und arbeitete dort als Assistent des von ihm sehr verehrten Albrecht von Graefe, mit dem ihm bis zu dessen Tod im Jahr 1870 eine tiefe Freundschaft verband.
Ab 1853, nachdem er ebenso wie Alexander Meyenberg von der Königlichen Landdrostei Hannover die Erlaubnis erhalten hatte, „[...] behuf Ausübung der ärztlichen und wundärztlichen Praxis mit Einschluß der Geburtshülfe [... seinen] Aufenthalt in der Königlichen Residenzstadt“ Hannover zu nehmen, arbeitete Vogelsang dort als Arzt und Augenarzt. Als hoch angesehene Persönlichkeit der Stadt konsultierte ihn der blinde hannoversche König Georg. V. bereits 1856. Doch erst ab 1860 begann Vogelsang mit dem Aufbau einer privaten Augenklinik in der Maschstraße, die 1863 offiziell eingeweiht wurde und die er bis kurz vor seinem Tod auch selbst leitete.
Eine enge Freundschaft verband Vogelsang auch mit dem in Düsseldorf tätigen Albert Mooren, dessen Tagungen in Heidelberg er regelmäßig besuchte wie auch die internationalen Kongresse in Brüssel 1857, in Paris in den Jahren 1862 und 1867 sowie in London 1872.

## Ehrungen
- Titel Sanitätsrat.[3]